# Balsa Nova
Balsa Nova es un municipio brasileño del estado de Paraná. Su población en 2007 era de 10.639 habitantes.